# Угорське королівство (1000—1301)
Угорське королівство під владою династії Арпадів (лат. Regnum Hungariae, угор. Magyar Királyság) постало в Центральній Європі, коли Стефан I, великий князь угорський, був коронований королем у 1000 або 1001 роках. Він зміцнив центральну владу і змусив своїх підданих прийняти християнство. Хоча у цьому процесі всі писемні джерела підкреслюють лише роль німецьких та італійських лицарів і священнослужителів, значна частина угорської лексики для землеробства, релігії та державних справ була взята зі слов'янських мов. Громадянські війни та язичницькі повстання, а також спроби імператорів Священної Римської імперії розширити свою владу над Угорщиною поставили під загрозу нову монархію. Монархія стабілізувалася під час правління Владислава I (1077—1095) і Коломана І (1095—1116). Ці правителі за підтримки частини місцевого населення зайняли Хорватію і Далмацію. Обидві держави зберегли своє автономне становище. Наступники Ладислава та Коломана — особливо Бела II (1131—1141), Бела III (1176—1196), Андрій II (1205—1235) і Бела IV (1235—1270) — продовжували цю політику експансії на Балканський півострів і землі на схід від Карпатських гір, перетворивши своє королівство в одну з головних держав середньовічної Європи.
Багата необробленими землями, покладами срібла, золота та солі, Угорщина стала улюбленим місцем переважно німецьких, італійських та французьких колоністів. Ці іммігранти були переважно селянами, які осіли в селах, але деякі були ремісниками та торговцями, які заснували більшість міст Королівства. Їхній прихід відіграв ключову роль у формуванні міського способу життя, звичок і культури в середньовічній Угорщині. Розташування королівства на перехресті міжнародних торговельних шляхів сприяло співіснуванню кількох культур. Романські, готичні та ренесансні будівлі та літературні твори, написані латинською мовою, доводять переважно римо-католицький характер культури; але також існували православні та навіть нехристиянські етнічні меншини. Латинська мова була мовою законодавства, адміністрації та судочинства, але «лінгвістичний плюралізм» сприяв виживанню багатьох мов, включаючи велику різноманітність слов'янських.
Переважання королівських маєтків спочатку забезпечувало провідне становище суверена, але відчуження королівських земель спричинило появу самосвідомої групи менших землевласників, відомих як «королівські слуги». Вони змусили Андрія II видати свою Золоту Буллу 1222 року, «один із перших прикладів конституційних обмежень повноважень європейського монарха» (Френсіс Фукуяма). Великого удару королівство отримало від монгольської навали 1241–42 років. Після цього в центральній низовині оселилися полівці та яси, а з Моравії, Польщі та інших сусідніх країн прибули осілі колоністи. Зведення фортець землевласниками, якому сприяли монархи після відходу монголів, призвело до розвитку напівавтономних «провінцій», де домінували могутні олігархи. Деякі з цих магнатів навіть кинули виклик владі Андрія III (1290—1301), останнього нащадка місцевої династії Арпадів чоловічої статі. Після його смерті настав період міжкоролів'я та анархії. Центральна влада була відновлена лише на початку 1320-х років.

## Передумови
Мадяри, або угорці, завоювали Карпатський басейн на межі ІХ-Х століть. Тут вони застали переважно слов'яномовне населення. Зі своєї нової батьківщини вони розпочали грабіжницькі набіги на Східну Франкію, Італію та інші регіони Європи. Їхні набіги зупинив майбутній імператор Священної Римської імперії Оттон I, який переміг їх у битві на річці Лех в 955 році.
На нових землях угорці жили патрілінійними сім'ями, які були організовані в клани, які утворювали племена. Племінну конфедерацію очолював великий князь, який завжди був членом родини Арпада, вождя угорців приблизно в часи їх «оволодіння Паннонією». Сучасні автори описували угорців як кочівників, але Ібн Руста та інші додали, що вони також обробляли орні землі. Велика кількість запозичень зі слов'янських мов доводить, що угорці перейняли нові техніки та осіліший спосіб життя в Центральній Європі. Співжиття угорців і місцевих етнічних груп також відображено в зборах «культури Біло Брдо», яка виникла в середині Х століття. Археологічні знахідки — кілька предметів із короткими написами — вказують на використання особливого рунічного письма в середньовічній Угорщині. Написи не були розшифровані, і письмо, ймовірно, ніколи не використовувалося в адміністративних чи законодавчих цілях.
Угорці, хоч і були язичниками, демонстрували толерантне ставлення до християн, юдеїв і мусульман. Мусульманські, єврейські та угорські купці з Угорщини регулярно відвідували ярмарки в Празі, обмінюючи золото та візантійські золоті монети на рабів, олово та хутра. До Переяславця, важливого торгового центру на Нижньому Дунаї, угорці привезли коней і срібло. Візантійська церква була першою, хто успішно пропагував своїх лідерів: у 948 р horka, а близько 952 gyula, хрестилися в Константинополі. Натомість великий князь Геза, який правив з початку 970-х років, прийняв хрещення за латинським обрядом. Він звів фортеці та запросив іноземних воїнів для створення нової армії на основі важкої кавалерії. Геза також організував шлюб свого сина, Стефана, з Гізелою Баварською, принцесою з родини імператорів Священної Римської імперії.
Коли у 997 році помер Геза, його сину довелося боротися за спадкоємство з Коппанєм, найстаршим членом дому Арпада. Стефан вийшов переможцем у вирішальній битві конфлікту в 998 році за допомогою німецької важкої кінноти. Він подав запит на королівську корону до папи Сильвестра II (r. 999—1003), який задовольнив його прохання за згодою імператора Оттона III.

## «Вотчинне» королівство

### Король Святий Стефан (1000–1038)
25 грудня 1000 року або 1 січня 1001 року Стефан був коронований першим королем Угорщини. Він зміцнив своє правління через серію воєн проти напівнезалежних місцевих правителів, включаючи свого дядька по материнській лінії Дьюлу ІІІ та могутнього вождя племені Айтоні. Він довів військову силу свого королівства, відбивши у 1030 році вторгнення Конрада II, імператора Священної Римської імперії. Болота, інші природні перешкоди та барикади з каменю, землі або дерева забезпечував оборону на кордонах королівства. Широка зона уздовж кордонів, знана як gyepü, для оборонних цілей була навмисно залишена незаселеною.

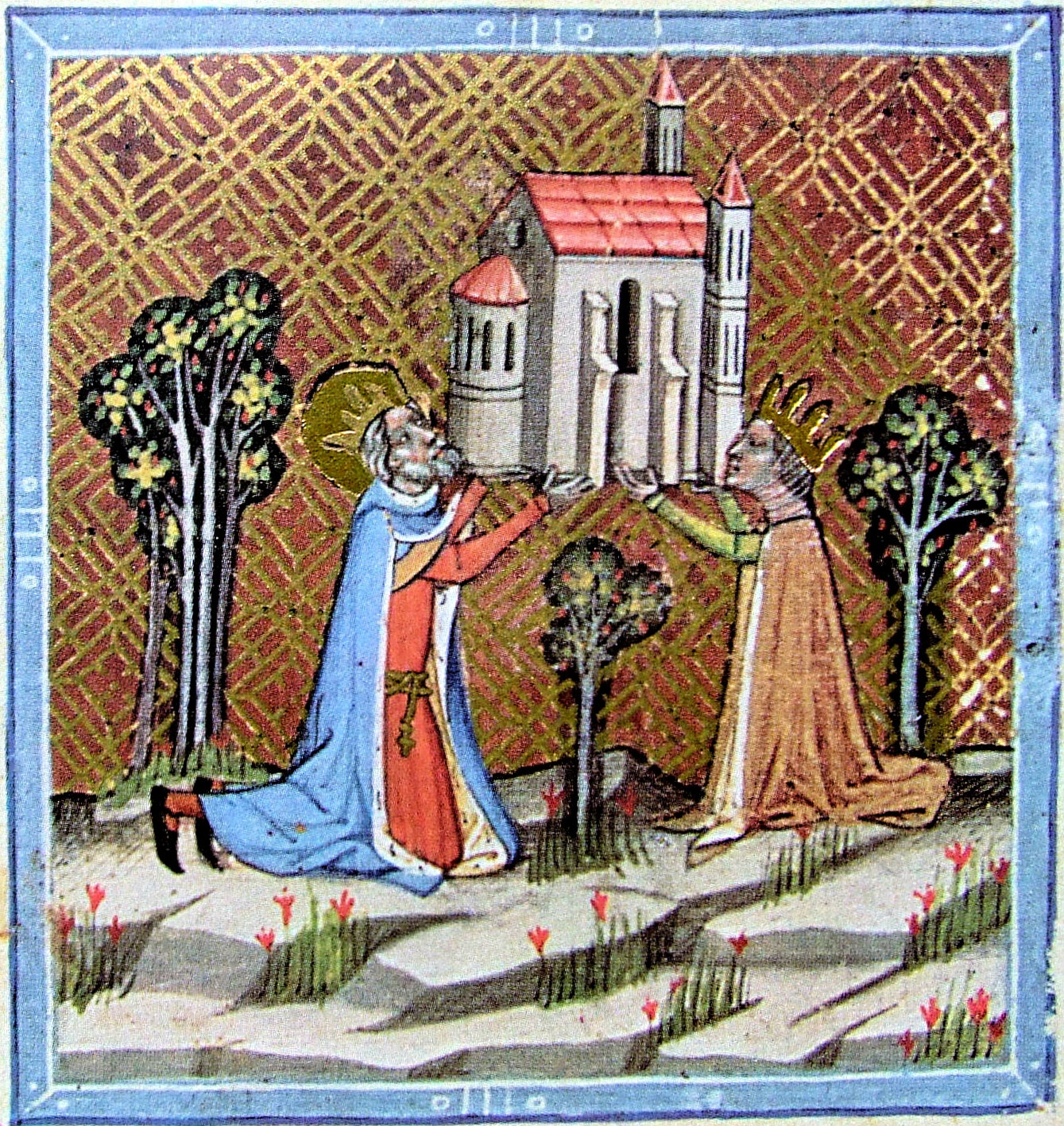
Король Святий Стефан і його дружина засновують церкву в Обуді

Стефан створив державу, подібну до монархій сучасної Західної Європи. Графства, основні одиниці управління, були округами, організованими навколо фортець і очолюваними королівськими урядовцями, відомими як ішпани. Більшість ранньосередньовічних фортець були побудовані з землі та дерева. Стефан заснував єпархії та принаймні одне архієпископство, а також заснував бенедиктинські монастирі. Він приписав, щоб кожне десяте село мало будувати парафіяльну церкву. Найперші церкви були простими дерев'яними конструкціями, але королівська базиліка в Секешфегерварі була побудована в романському стилі. Із запровадженням римської церковної ієрархії домінуючою мовою церковного життя та державного управління стала латинь, хоча деякі королівські грамоти, ймовірно, були написані грецькою мовою. Від єпископів вимагалося забезпечувати місцеве духовенство літургійними книгами, а королі регулярно жертвували кодекси монастирям. Найперші літературні твори, що збереглися, були написані латинською мовою під час правління Стефана. Єпископ Геллерт Угорський, який прибув із Венеції, завершив в Угорщині латинський коментар до розділу в Книзі пророка Даниїла. Погляди Стефана на державне управління були узагальнені близько 1015 року в дзеркалі для князів, відомому як Admonitions. Заявляючи, що «країна, яка має тільки одну мову і один звичай, слабка і крихка», він наголошував на перевагах приїзду іноземців, або «гостей». Його закони були спрямовані на прийняття, навіть силою, християнського способу життя. Він особливо захищав християнський шлюб від полігамії та інших традиційних звичаїв. Декоровані пояси та інші предмети язичницької моди також зникли. Простолюдини почали носити довгі вовняні пальта, але заможні чоловіки продовжували носити свої шовкові каптани, прикрашені хутром.
1000–1038
З правової точки зору угорське суспільство поділялося на вільних і кріпаків, але існували й проміжні групи. Усі вільні люди мали право володіти майном, подавати позов і бути присудженим. Більшість із них були прив'язані до монарха або до заможнішого господаря, і лише «гості» могли пересуватися вільно. Серед вільних людей, які жили на землях, прикріплених до фортеці, замкові воїни служили в армії, а замкові люди обробляли землі, кували зброю або надавали інші послуги. Усі вільні люди повинні були сплачувати спеціальний податок монархам — пенні вільних (вісім денарів на людину на рік). Селяни, знані як udvornici були звільнені від цього податку, будучи дещо перехідними між статусом вільних і кріпаків. Кріпаки теоретично не мали правового статусу, доступного вільним людям, але на практиці вони мали власну власність: вони обробляли землю своїх панів власними знаряддями праці та утримували 50–66 % урожаю собі. Закони та гартії Стефана свідчать про те, що більшість простолюдинів жили в осілих громадах, які утворювали села. Середнє село складалося з не більше 40 напівзаглиблених дерев'яних хат з кутовим вогнищем. Хати були оточені великими обгородженими дворами. Їх відокремлювали канави, віддаляючи тварин і дозволяючи вирощувати зернові та овочі. Багато сіл були названі на честь професії, що означає, що жителі села повинні були надавати своїм панам певні послуги.

### Язичницькі повстання, війни та консолідація (1038—1116)
Стефан I пережив свого сина Емерика, який спричинив кризу, що тривала чотири десятиліття. Стефан вважав свого двоюрідного брата Вазула непридатним для престолу і призначив своїм спадкоємцем сина своєї рідної сестри, венеційця Петра Орсеоло. Після того, як Вазул був осліплений, а його три сини були вигнані, Петро змінив свого дядька без протидії в 1038 році. Перевага Петра до його іноземних придворних призвела до повстання, яке закінчилося його поваленням на користь тубільця лорда Самуїла Аби, який був пов'язаний з королівською сім'єю. У 1044 році підтриманий імператором Генріхом III Петро повернувся та вигнав Самуїла. Під час свого другого правління Петро прийняв сюзеренітет імператора. Його правління закінчилося новим повстанням, цього разу спрямованим на реставрацію язичництва. Було багато сеньйорів, які виступали проти знищення християнської монархії. Вони запропонували корону Андрію, одному із синів Вазула, який повернувся до Угорщини, переміг Петра та у 1046 р. придушив язичників. Його співпраця з братом Белою, талановитим полководцем, забезпечила перемогу угорців над імператором Генріхом III, який двічі намагався завоювати королівство: у 1050 і 1053 роках.
Нова громадянська війна спалахнула, коли в 1059 році герцог Бела зажадав собі корону, але його три сини прийняли правління Соломона, сина Андрія I, в 1063 році. Єпископ Маврус Печський написав своє Життя про пустельників Бенедикта та Андрія Сворарда — найдавнішу угорську агіографію. Молодий король і його двоюрідні брати співпрацювали майже десять років; наприклад, в 1068 році вони спільно перемогли печенігів, які грабували Трансільванію. Конфлікт влади в королівській родині спричинив у 1071 році нову громадянську війну. Це тривало до зречення Соломона на користь одного зі своїх двоюрідних братів, Владислава, на початку 1080-х років. Владислав оприлюднив закони, які передбачали драконівські покарання проти злочинців. Його закони також регулювали сплату митних зборів, мита, що підлягало сплаті на ярмарках і бродах, і десятину. Він заборонив євреям тримати християнських кріпаків і ввів закони, спрямовані на навернення місцевих мусульман, яких називали бьошормени.
1077–1095
Смерть шурина Владислава, короля Хорватії Звонимира, у 1089 або 1090 роках, створила для нього можливість вимагати для себе Хорватію. Сестра Владислава, Олена, і кілька шляхтичів (переважно з північної Хорватії) підтримали його претензії. Війська Владислава зайняли низину, але місцевий претендент Петар Свачич у Петрових горах чинив опір. Проте, Хорватія та Угорщина залишалися тісно пов'язаними більше дев'яти століть. Владислав І призначив свого племінника, Алмоша, керувати Хорватією. Хоча Алмош був молодшим сином, для спадкоємства король також віддавав перевагу його братові, Коломану. Попри це, Коломан став наступником свого дядька в 1095 році, тоді як Альмош під сюзеренітетом свого брата отримав окреме герцогство. Протягом правління Коломана стосунки між братами залишалися напруженими, що зрештою призвело до осліплення Алмоша та його малолітнього сина Бели.
Коломан розгромив два загони хрестоносців (виконавців Рейнської різанини), які грабували західні кордони, і розгромив у Хорватії Петара Свачича. У Pacta conventa кінця XIV століття стверджується, що Коломан був коронований королем Хорватії після укладення угоди з дванадцятьма місцевими шляхтичами.  Хоча, найімовірніше, документ є підробкою, він відображає фактичний статус власне Хорватії, яка ніколи не була безпосередньо включена до складу Угорщини. Навпаки, регіон, знаний як Славонія, між Петровими горами та річкою Драва, став тісно пов'язаним з Угорщиною. Багато угорських шляхтичів тут отримали від монархів земельні наділи. Задар, Спліт та інші міста Далмації в 1105 році також прийняли сюзеренітет Коломана, але їх право обирати власних єпископів і лідерів залишилося незмінним. У Хорватії та Славонії суверен був представлений губернаторами з титулом бана. Так само королівський урядовець, воєвода, керував Трансільванією, східним регіоном королівства. Найвищі посади центральної адміністрації виникли з керівних посад королівської родини. Спочатку відповідальний за управління королівськими доменами, палатин став заступником короля на початку ХІІ століття. Його управлінські завдання були передані новому урядовцю, який швидко отримав функції головного юстиціара як королівського судді.

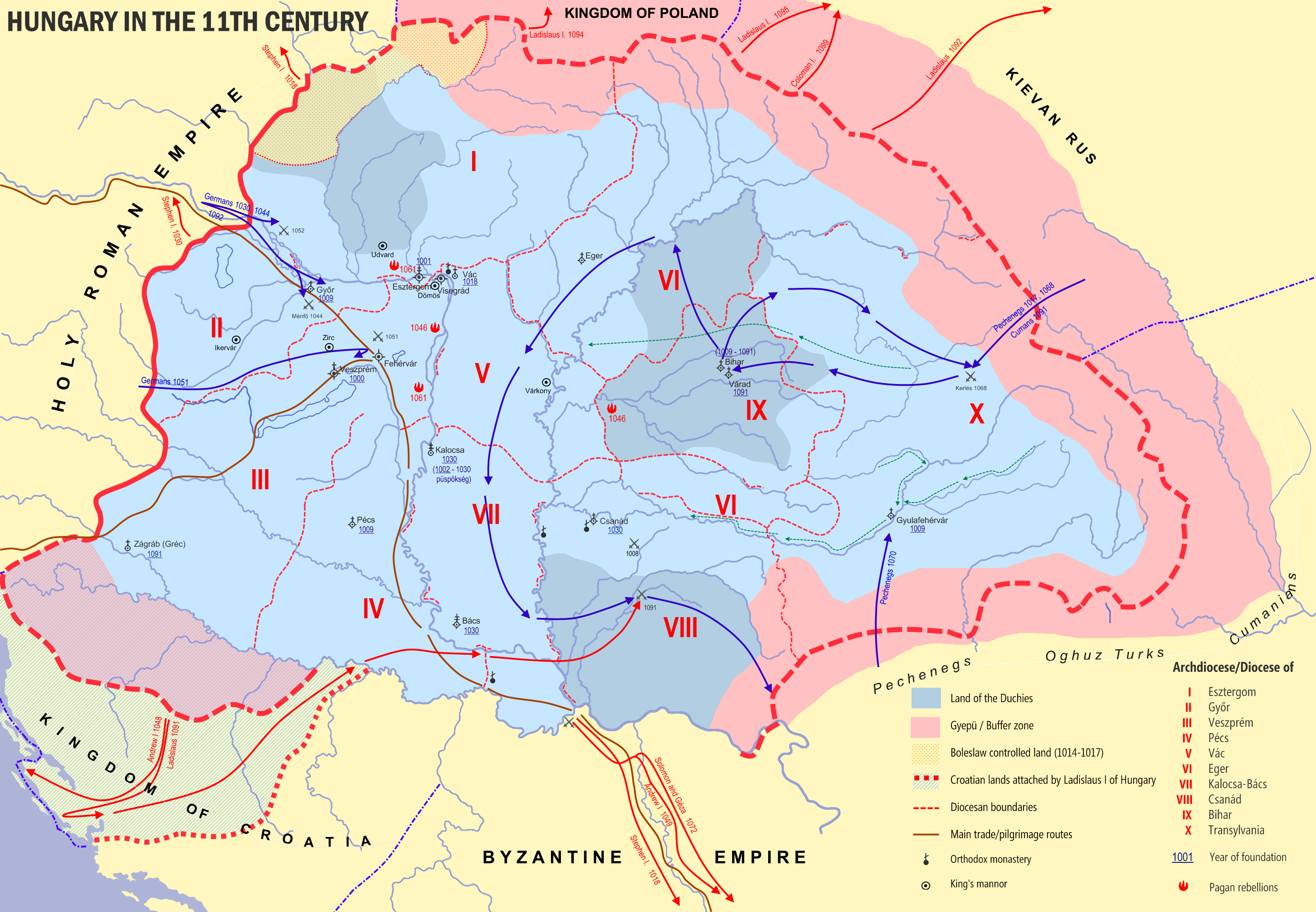
Угорське королівство в 1090-х роках

Як і Владислав І, Коломан виявився чудовим законодавцем, але він призначав менш суворі покарання, ніж його дядько. Він наказав, щоб угоди між християнами та євреями були оформлені письмово. Він заборонив їм утримувати рабів-християн і ввів заборону на продаж рабів-тубільців за кордон. Його закони щодо мусульманських підданих були спрямовані на їхнє навернення; наприклад, зобов'язавши їх видати своїх дочок заміж за християн. Присутність єврейських і мусульманських купців у королівстві пояснювалося його положенням як перехрестя торгових шляхів, що ведуть до Константинополя, Регенсбурга та Києва. Існувала також місцева торгівля, що дозволило Коломану збирати marturina, традиційний натуральний податок Славонії, готівкою. Коломан звільнив тих, хто жив у власних маєтках, від вільних грошей, а іншим вільним особам дозволив викуповувати половину податку через надані послуги. Сучасні вчені припускають, що за Коломана була складена найдавніша угорська хроніка, але вона не збереглася. Вважається, що цей «первинний» літопис був розширений і переписаний відповідно до зміни політичних очікувань протягом ХІІ століття. Усі спроби вчених відновити оригінальний текст на основі літописів XIV—XV століть виявилися марними.
Королівство було малонаселеним, із середньою щільністю населення 4-5 осіб на 1 квадратний кілометр (0,39 миля2). Вулиці або райони Olaszi («італійці») в Егері, Печі та Вараді (Орадя, Румунія) свідчать про присутність «гостей», які розмовляють західно-романською мовою. Тоді як топоніми Németi («німці») і Szászi («сакси») вказують на німецькомовних колоністів по всьому королівству. Більшість підданих ранньосередньовічних угорських монархів були селянами. Вони обробляли лише найродючіші землі та коли землі виснажувалися переселялися далі. Найпоширенішою культурою була пшениця, але також вирощували ячмінь, сировину для домашнього пива. Виноградарство процвітало, і виноградники існували практично в усіх поселеннях, за винятком високогір'я. Вина найвищого класу вироблялися в регіоні Серемсег (нині Срем у Сербії), але популярні також були вина Будайських гір, Хедьяльї, Шопрона та Пресбурга (Братислава, Словаччина). Повсякденним раціоном селян були свіжі або сушені фрукти. Монастирі запровадили систематичне вирощування фруктових дерев. У їхніх садах дерева були висаджені в нори, вириті через рівні проміжки часу. Навіть селянам було дозволено полювати та рибалити в королівських лісах, які охоплювали значні території королівства. Тваринництво залишалося важливою галуззю сільського господарства, а просо та овес вирощувалися на корм. Як письмові джерела, так і археологічні дані свідчать про те, що у середньовічній Угорщині голод був винятковим явищем.

### Експансія та колонізація (1116–1196)
Невдалі війни з Венеційською республікою, Візантійською імперією та іншими сусідніми державами характеризують правління сина Коломана, Стефана II, який змінив свого батька в 1116 р. Найдавніша згадка про секеїв — угорськомовну громаду вільних воїнів — пов'язана з першою війною молодого короля проти Богемського герцогства. Секеї жили розрізненими групами вздовж кордонів, але в ХІІ столітті їх перемістили до найсхідніших регіонів Трансільванії. У 1131 р. Стефан II помер бездітним. Його змінив двоюрідний брат, сліпий син герцога Алмоша Бела II. Під час його правління королівством керувала його дружина Ілона Сербська, яка наказала вбити лордів, яких вона звинуватила в каліцтві свого чоловіка. Борис Коломанович, передбачуваний син короля Коломана, який намагався захопити трон у Бели II, не отримав внутрішньої підтримки.
Подвиги Фрідріха Барбаросси
Син Бели II, Геза II, який зійшов на престол у 1141 році, вів активну зовнішню політику. Він підтримав Уроша II з Сербії проти імператора Мануїла I Комніна та розпочав принаймні шість військових походів на Русь проти ворогів свого шурина Ізяслава II Київського. Для служби у своїй армії він навіть вербував мусульманських воїнів у понтійських степах. Абу Гамід аль-Гарнаті був мусульманським мандрівником з Аль-Андалуза з Гранади, який подорожував східною та центральною Європою. 1150 року він подорожував до Угорщини, де прожив 3 роки і працював радником при дворі короля Гези II. Він стверджував, що «Угорщина є однією з країн, де життя найлегше і найкраще», Угорщина «повсюди має величезний достаток і процвітання», а Угорщина «у багато разів могутніша» за Імперію ромеїв, додаючи, що війська Гези ІІ були «незліченними». Перетинаючи Угорщину під час Другого хрестового походу, Отто Фрайзінзький помітив майже безконтрольну владу Гези над своїми підданими.

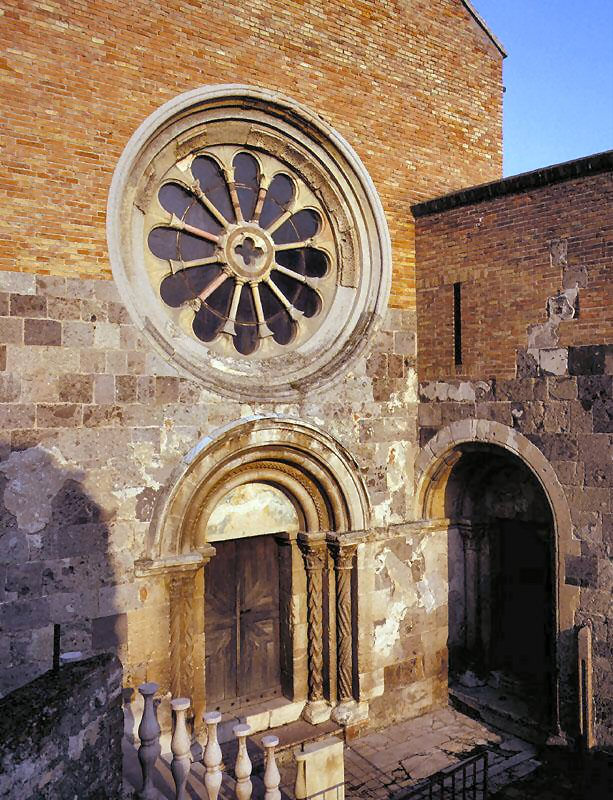
Вікно-троянда на готичній каплиці в королівському замку в Естергомі (кінець ХІІ століття)

Геза сприяв колонізації прикордонних зон. Фламандські, німецькі, італійські та валлонські «гості» прибули у великій кількості та оселилися в регіоні Шепесег (Спиш, Словаччина) і в південній Трансильванії. Абу Хамід посилається на гори, які «містять багато срібла та золота», що вказує на важливість видобутку корисних копалин і золота вже близько 1150 року. Він також пише про работоргівлю, згадуючи, що він купив привабливу рабиню за десять денарів, але красивих рабинь після військових походів продавали за три денари. Археологічні дані свідчать про те, що великі асиметричні важкі плуги, здатні перевертати ґрунт, уперше з'явилися, коли прибули нові поселенці. З поширенням важких плугів на зміну традиційним маленьким квадратним полям у селах прийшли довгі вузькі поля, придатніші для їх використання.
У 1162 році трон успадкував старший син Гези Стефан III. Його дядьки, Владислав II і Стефан IV, теж претендували на корону. Імператор Мануїл I Комнін скористався внутрішніми конфліктами та у 1165 році змусив молодого короля поступитися Далмацією та Серемсеґом. Стефан III подав приклад для розвитку міст, надавши свободи валлонським «гостям» у Секешфегерварі, включаючи імунітет від юрисдикції місцевої ішпанії. Коли Стефан помер бездітним у 1172 році, на трон зійшов його брат Бела III. У 1180-х роках він знову завоював Далмацію та Серемсег.
Сучасний реєстр доходів Бели III показує, що його загальний дохід дорівнював 32 тонн срібла на рік, але ця цифра явно перебільшена. Засписком, понад 50 % своїх доходів отримував від щорічного оновлення срібної валюти та від пов'язаних з торгівлею мит. Австрійські митні тарифи того періоду показують, що Угорщина була основним постачальником зерна, шкіри, деревини, вина, воску, меду, риби, великої рогатої худоби, овець, свиней, міді, олова, свинцю, заліза та солі. Королівські доходи надходили або до королівської палати, або до короля як землевласника. Різниця між ними мала фундаментальне значення, оскільки ішпани отримували одну третину доходів палати, зібраних у їхніх округах. Натуральні податки зазвичай обкладалися виноградниками, стадами свиней і волів. Деякі привілейовані громади сплачували паушальні податки до королівської палати. Прикладом є іноземні поселенці в Трансільванії, які повинні були платити 15 000 марок на рік.
Бела наголошував на важливості ведення записів про судові процеси, що підтверджує повідомлення в пізніших угорських хроніках його ордену щодо обов'язкового використання письмових петицій. Землевласники також почали оформляти свої операції в письмовій формі, що призвело до появи так званих «місць автентифікації», таких як соборні капітули та монастирі, що були уповноважені видавати грамоти. Їхня поява також свідчить про роботу освіченого персоналу. Справді, з 1150-х років студенти з королівства навчалися в університетах Парижа, Оксфорда, Болоньї та Падуї. У королівстві Бели також можна було виявити аспекти французької культури ХІІ століття. Його палац в Естергомі був побудований у стилі ранньої готики. Ахілл та інші імена, відомі з «Легенди про Трою» та «Александрії» (двох символічних творів лицарської культури), також були популярні серед угорських аристократів. За консенсусною науковою точкою зору, «Майстер P», автор Діяння угрів, хроніки про угорське «опанування землі», був нотаріусом Бели. Найдавніший текст, написаний угорською мовою, знаний як Надгробна проповідь і молитва, зберігся в кінці ХІІ століття у Милитвенному кодексі.

## Розвиток маєтків королівства

### Епоха Золотих булл (1196–1241)

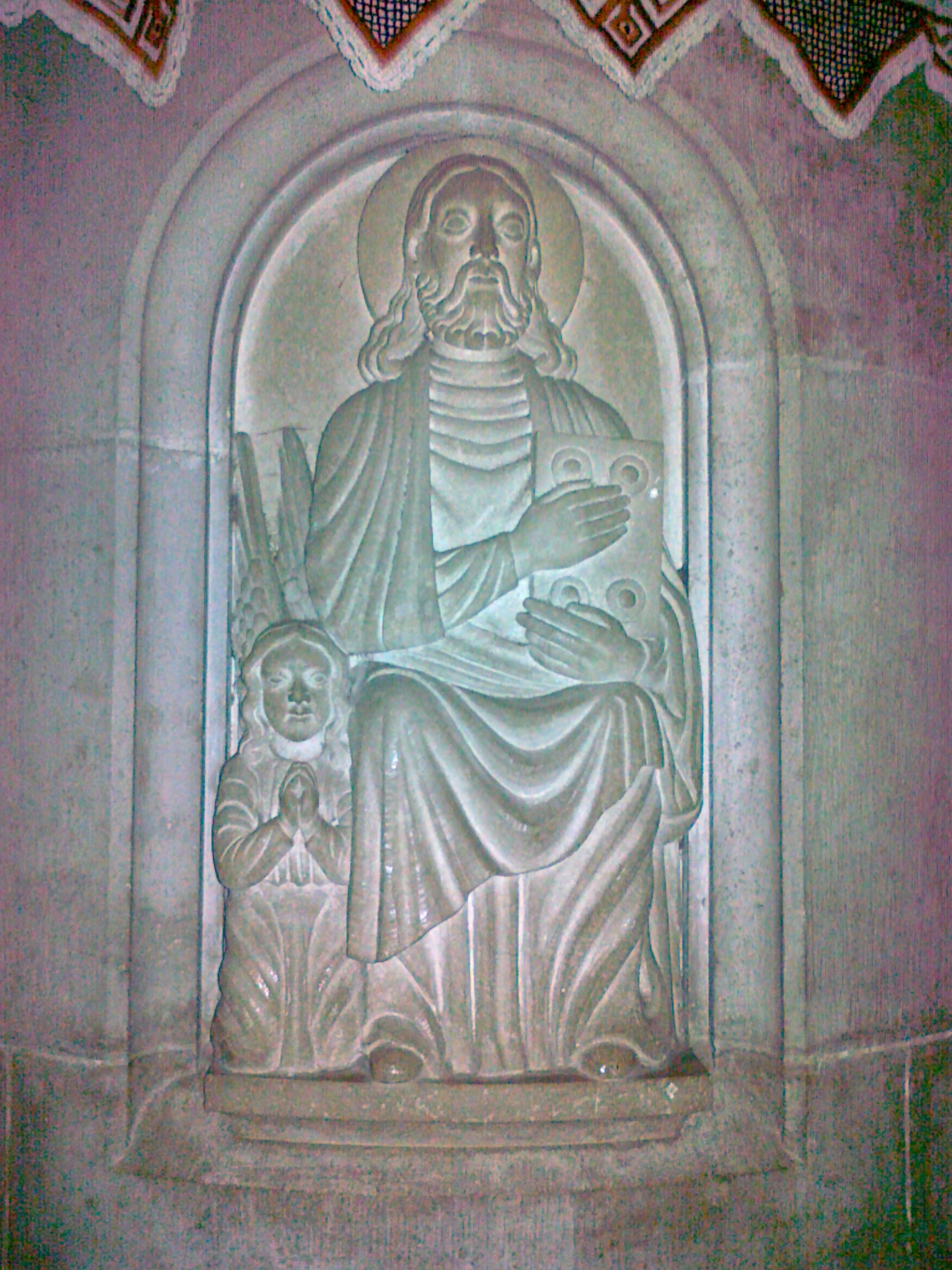
Рельєф апостола Матвія з романської церкви Яка (ХІІІ ст.)

Син і наступник Бели III, Емрік, був змушений зіткнутися з повстаннями, піднятими його молодшим братом, Андрієм. Крім того, підбурювані Енріко Дандоло, дожем Венеції, у 1202 році війська Четвертого хрестового походу взяли Задар. Емріка змінив у 1204 році його малолітній син, Владислав III. Коли через рік молодий король помер, на престол сів його дядько Андрій. Стверджуючи, що «найкращим мірилом королівської допомоги є її безмірність», він розподілив серед своїх прибічників великі ділянки королівських земель. Вільні люди, які проживали на колишніх королівських землях, втратили прямий контакт із сувереном, що загрожувало їхньому правовому статусу. Королівські доходи зменшилися, що призвело до введення нових податків і їх передачі у відкуп мусульманам і євреям. Нові методи збору коштів до королівської скарбниці викликали масові хвилювання.
Андрій II перебував під сильним впливом своєї дружини Гертруди Меранійської. Вона відкрито висловила свою перевагу своїм німецьким співвітчизникам, що призвело до її вбивства групою місцевих лордів у 1213 році. Нове повстання спалахнуло, коли король був у Святій Землі під час свого хрестового походу в 1217 і 1218 році. Нарешті, рух королівських слуг, які фактично були вільними землевласниками, безпосередньо підпорядкованими монарху, змусив Андрія II у 1222 р. випустити свою Золоту буллу. У ній коротко викладено свободи королівських слуг, включаючи їх звільнення від податків. Його останнє положення дозволяло світським і духовним владикам «чинити опір і виступати проти» суверена «без звинувачення у державній зраді». Приблизно в цей час структура грантових хартій зазнала значних змін із запровадженням оповідного розділу про героїчні вчинки бенефіціарів на службі короля. Ці довгі розповіді містять більше інформації про історію Угорщини ХІІІ століття, ніж хроніки.
Золота булла також забороняла наймати мусульман і євреїв у королівській адміністрації. Ця заборона була підтверджена, коли Андрій II, на заклик прелатів, у 1231 році видав новий варіант Золотої булли, який уповноважував архієпископа Естергома відлучити його від церкви у разі його відхилення від її положень. Для нехристиян, які продовжували працювати в королівському домі, архієпископ Роберт Естергомський помістив королівство під інтердикт у 1232 р. Андрій II був змушений скласти присягу, яка включала його обіцянку поважати привілейоване становище священнослужителів і звільнити всіх своїх єврейських і мусульманських урядовців. Зростання нетерпимості до некатоликів також демонструє передача православного монастиря Вишеград бенедиктинцям у 1221 р.
Андрій II робив кілька спроб окупувати сусіднє Галицьке князівство. Його син, Бела, у 1228 році переконав групу половців прийняти сюзеренітет Андрія II та у 1231 році заснував нову державу в Олтенії (відому як банат Сьорені). Бела IV змінив свого батька у 1235 році. Його спроба повернути коронні землі, відчужені його попередниками, призвела до глибокого розриву між монархом і володарями саме тоді, коли монголи просувалися на захід. Королю вперше повідомив про монгольську загрозу брат Юліан, домініканський монах, який відвідав угорськомовне населення Великої Угорщини в 1235 році. У наступні роки монголи розбили половців, які панували в західних частинах євразійських степів. Половецький князьКотян погодився прийняти зверхність Бели IV; таким чином йому та його людям було дозволено оселитися на Великій Угорській рівнині. Кочовий спосіб життя половців викликав численні конфлікти з місцевими громадами. Місцеві жителі навіть вважали їх союзниками монголів.

### Монгольська навала (1241–1242)

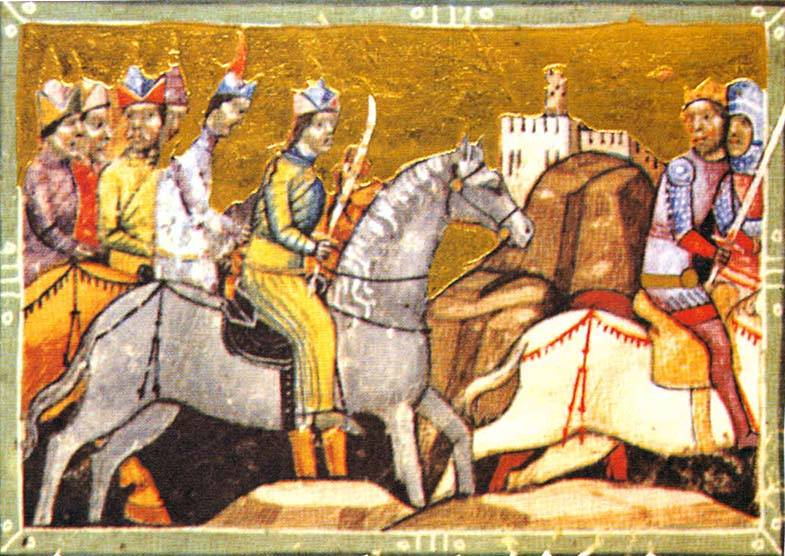
Монголи переслідують короля Белу IV після битви при Шайо

Хан Батий, який був командувачем монгольських військ, що вторглися до Східної Європи, в 1240 році вимагав від Бели IV капітуляції без бою. Король відмовився та наказав своїм баронам зібратися зі своєю свитою в його таборі в Пешті. Тут спалахнули бунти проти половців, і натовп убив половецького князя Котяна. Незабаром половці відійшли і пограбували центральні частини королівства. У березні 1241 р. через північно-східні перевали Карпатських гір прибула головна монгольська армія. Королівські війська зустрілися з ворожими силами біля річки Слана, де 11 квітня 1241 р. монголи здобули вирішальну перемогу в битві на річці Шайо. Бела IV утік з поля бою спочатку до Австрії, де герцог Фрідріх II затримав його за викуп. Після цього король і його родина знайшли притулок у фортеці Клис у Далмації. Монголи спочатку зайняли й ґрунтовно пограбували території на схід від річки Дунай.  Розповідь очевидця про спустошення східної Угорщини склав майстер Роджер, архідиякон капітулу собору у Вараді. На початку 1242 р., коли замерз Дунай, монголи його перетнули. Дізнавшись про їхні дії, Герман, абат австрійського Нідеральтайського абатства, записав, що «Угорське королівство, яке існувало 350 років, було зруйноване».
Послання
Але королівство продовжувало існувати. У березні 1242 р. хан Батий відкликав усе своє військо, коли йому було повідомлено про смерть великого хана Уґедея. Проте, вторгнення та голод, що виникли після нього, мали катастрофічні демографічні наслідки. Щонайменше 15 % населення загинуло або зникло безвісти. Трансконтинентальні торговельні шляхи розпалися, що спричинило занепад Бача (Бач, Сербія), Унгвара (Ужгород, Україна) та інших традиційних центрів торгівлі. Місцеві мусульманські спільноти зникли, що свідчить про те, що вони зазнали особливо великих втрат під час вторгнення. Невеликі села також зникали, але археологічні дані вказують на те, що повне знищення поселень відбувалося рідше, ніж вважалося раніше. Залишення більшості сіл, добре задокументоване з другої половини ХІІІ століття, було наслідком процесу інтеграції, який тривав десятиліття, коли селяни переїжджали з маленьких сіл до більших поселень.

### Останні Арпади (1242–1301)
Після відходу монголів Бела IV відмовився від своєї політики повернення колишніх земель корони. Натомість він надав своїм прихильникам великі маєтки та закликав їх будувати замки з каменю та цегли. Він розпочав нову хвилю колонізації, яка призвела до прибуття певної кількості німців, моравів, поляків і волохів. Король знову запросив половців і поселив їх на рівнинах уздовж Дунаю та Тиси. Приблизно в той же час у королівстві оселилася група аланів, предків.
З'явилися нові села, які складалися з дерев'яних будинків, побудованих поруч на рівних ділянках землі. Наприклад, у малозаселених лісах Західних Карпат (на території сучасної Словаччини) розвинулася мережа поселень під опікою Бели IV. Хати зникли, а з'явилися нові сільські хати, що складалися з житлової кімнати, кухні та комори. Найдосконаліша сільськогосподарська техніка, включаючи асиметричні важкі плуги, також поширилася по всьому королівству. Внутрішня міграція також відіграла важливу роль у розвитку нових володінь, що з'явилися на колишніх королівських землях. Нові поміщики надавали особисту свободу та сприятливіші матеріальні умови тим, хто прибув до їхніх маєтків, що також дозволяло селянам, які вирішили не переселятися, покращити своє становище. Бела IV надав привілеї більш ніж десятку міст, у тому числі Надьсомбату (Трнава, Словаччина) і Пешту. Список предметів розкоші 1264 року — східний оксамит, шовк, коштовності, дорогоцінні камені та фламандське сукно — переданbq Белою IV спадкоємцю Стефану V вказує, що імпортні товари переважно оплачувалися сріблом і сіллю. Подібним чином список товарів, привезених до Гента, показує, що Угорщина експортувала віск і некарбоване золото та срібло.

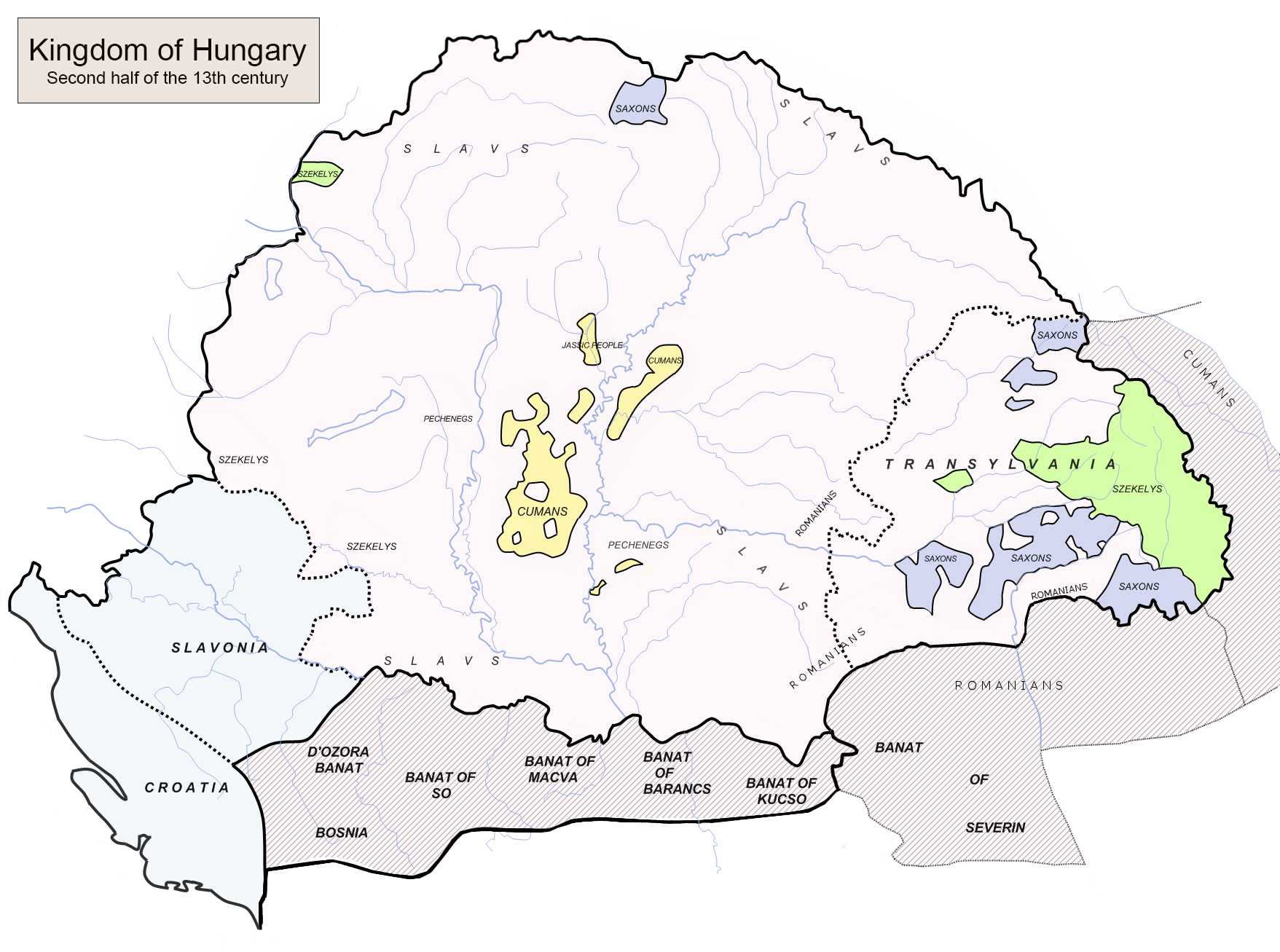
Місцеві автономії в Угорському королівстві (кінець XIII ст.)

Попри листи з погрозами, надіслані Белі IV ханами Золотої Орди, що доводили небезпеку нової монгольської навали, він прийняв експансіоністську зовнішню політику. Фредерік II король Австрії загинув у боротьбі проти угорських військ у 1246 р. і зять Бели IV, Ростислав Михайлович, уздовж південних кордонів королівства приєднав значні території. Конфлікти між літнім монархом і його спадкоємцем спричинили громадянську війну в 1260-х роках.
У 1267 р. Бела IV та його син спільно підтвердили вольності королівських слуг і почали називати їх шляхтою. На той час «справжня шляхта» юридично відрізнялися від інших землевласників. Вони тримали свої маєтки вільними від будь-яких зобов'язань, але всі інші (навіть церковна знать, волоські кнезі, та інша «умовна шляхта») вимагали послуги своїм панам в обмін на землі, якими вони володіли. У дедалі більшій кількості округів місцева знать отримала право обирати чотирьох «суддів шляхти», які представлятимуть їх в офіційних процедурах (або двох, у Трансільванії та Славонії). У цей період також виникла ідея прирівнювання угорської «нації» до спільноти шляхти. Вперше це було висловлено в Gesta Hungarorum " Симона з Кези, літописі, написаному у 1280-х роках.
Найбагатші землевласники змушували дрібних шляхтичів приєднуватися до своєї свити, що посилювало їхню владу. Один із баронів, Йоахім із клану Гуткелед, у 1272 р. навіть захопив спадкоємця Стефана V, немовля Владислава. Через кілька місяців Стефан V помер, спричинивши нову громадянську війну між Чаками, Кесегами та іншими провідними родинами, які намагалися контролювати центральний уряд від імені молодого Владислава IV.  У 1277 році на зборах духовних і світських володарів, а також представників знаті та половців, він був оголошений повнолітнім, але він не зміг зміцнити королівську владу. Владислав IV, чия мати, Єлизавета, була донькою куманського вождя, віддавав перевагу своєму куманському роду, що робило його непопулярним. Його навіть звинуватили в тому, що він ініціював друге монгольське вторгнення в 1285 році, хоча загарбники були розгромлені королівськими військами.
Коли Владислав IV був убитий у 1290 році, Святий Престол оголосив королівство вакантним леном. Хоча Рим передав королівство сину сестри покійного короля Карлу Мартелу, наслідному принцу Неаполітанського королівства, більшість угорських володарів обрали королем Андрія, онука Андрія II і сина князя Стефана сумнівної легітимності. Андрій став першим монархом, який перед своєю коронацією склав присягу поважати вольності церкви та шляхетства. Він регулярно скликав прелатів, лордів і представників шляхти на збори, знані як сейми, які почали розвиватися в законодавчий орган. До 1300 року, коли королівство розпалося на автономні провінції, якими керували могутня шляхта (зокрема Матвій Чак, Ладіслав Кан і Омодей Аба), хорватський лорд Павло I Шубич з Брибіра наважився запросити сина покійного Карла Мартела, дванадцятирічного Карла Роберта, до Угорщини. Молодий самозванець йшов з Хорватії до Буди, коли 14 січня 1301 р. Андрій III несподівано помер.

## Наслідки
Зі смертю Андрія III чоловіча лінія дому Арпада вимерла, і почався період анархії. Карл Роберт був коронований королем тимчасовою короною, але більшість лордів і єпископів відмовилися підкоритися йому, оскільки його вважали символом спроб Святого Престолу контролювати Угорщину. Вони обрали королем дванадцятирічного Вацлава Богемського, який по жіночій лінії походив від угорського короля Бели IV. Молодий король не зміг зміцнити свою позицію, оскільки багато лордів, особливо ті, хто володів доменами в південному регіоні королівства, продовжували підтримувати Карла Роберта. У середині 1304 року Вацлав виїхав з Угорщини до Богемії. Успадкувавши Богемію в 1305 році, він відмовився від претензій на Угорщину на користь Оттона III, герцога Баварії.
Отто, який був онуком Бели IV, короля Угорщини, був коронований королем, але законним монархом його вважали лише кесеги та трансільванські сакси. У Трансільванії він був схоплений Ладіславом Каном, який змусив його покинути Угорщину. На сеймі 10 жовтня 1307 року більшість лордів і прелатів обрали королем Карла Роберта. У Секешфегерварі у 27 серпня 1310 року він був коронований Священною короною Угорщини архієпископом Естергомським, як того вимагає звичаєве право. Протягом наступного десятиліття він розпочав серію військових кампаній проти олігархів, щоб відновити королівську владу. Карл Роберт возз'єднав королівство після смерті наймогутнішого лорда Матвія Чака, що дало йому змогу в 1321 році підкорити велику провінцію Чака на північному сході Угорщини.

## Подальше читання
- Kings and Saints - The Age of the Árpáds (PDF). Budapest, Székesfehérvár: Institute of Hungarian Research. 2022. ISBN 978-615-6117-65-6.

- Sághy, Marianne (2001). The making of the Christian kingdom in Hungary. У Urbańczyk, Przemysław (ред.). Europe around the Year 1000. Wydawnictwo DIG. с. 451—464. ISBN 83-7181-211-6.